# Уснея красноватая
Усне́я краснова́тая (лат. Usnea rubicunda) — вид лишайников рода Уснея (Usnea) семейства Пармелиевые (Parmeliaceae).

## Описание
Это — кустистый лишайник, имеющий форму торчащего растопыренного кустика. Слоевище 6—10 см длиной, сизовато-зеленоватого цвета с розоватым или красным оттенком, иногда полностью красно-коричневое, благодаря красному пигменту в коровом слое. Лопасти первого и второго порядков с многочисленными бугорками, нередко с соредиями на верхушках, и с изидиями. Апотеции встречаются редко, окружены фибриллами.

## Распространение и экология
Вид распространён в океанических умеренных и тропических районах Европы, Азии, на Азорских и Канарских островах, в Северной, Центральной и Южной Америке, Восточной и Южной Африке, Австралии, Новой Зеландии и российском Дальнем Востоке.
Произрастает в основном в темнохвойных лесах, на стволах и ветвях хвойных деревьев.

## Охранный статус
В России вид занесён в Красную книгу Краснодарского и Приморского края, Сахалинской области.